# سوسورلوك
سوسورلوك هي بلدة صغيرة وقضاء في محافظة بالق أسير بشمال غرب تركيا. وتشتهر بإنتاج الصابون ومنتجات الألبان. الطريق السريع من إسطنبول إلى إزمير يمر عبر سوسورلوك. بلغ عدد السكان 23,995 نسمة في عام 2010.